# Imi Knoebel
Imi Knoebel, pseudoniem van Klaus Wolf Knoebel (Dessau, 31 december 1940), is een Duitse schilder en beeldhouwer. Zijn werk wordt gerekend tot de minimal art.

## Levensloop
Knoebel groeide tijdens en vlak na de Tweede Wereldoorlog op in Dresden. In 1950 verliet de familie het in de toenmalige DDR gelegen Dresden en vestigde zich in het West-Duitse Mainz. Van 1962 tot 1964 bezocht hij de Werkkunstschule Darmstadt, waar hij leerde werken volgens de bij Bauhaus ontwikkelde compositietheorieën van onder anderen Johannes Itten en László Moholy-Nagy. Hier leerde hij ook de jong gestorven kunstenaar Rainer ("Imi") Giese (1942–1974) kennen, met wie hij vanaf 1964 verder studeerde aan de Kunstakademie Düsseldorf.
In navolging van Giese nam Knoebel de voornaam Imi aan, waarna ze op de academie bekend stonden als "Imi + Imi". Beiden volgden aanvankelijk de opleiding tot commercieel graficus bij Walter Breker, maar werden in het tweede jaar, mogelijk door hun extravagante gedrag, opgenomen in het exclusieve klasje van Joseph Beuys. In het academiegebouw kregen ze het lokaal 20 toegewezen, gelegen naast het al even befaamde lokaal 19 van Jörg Immendorff en Blinky Palermo. Met Giese en Palermo behoorde Knoebel tot de minimalisten onder Beuys' leerlingen, anders dan Immendorff, die meer de richting van de Agitprop koos.
Beuys propageerde een radicale verandering van de opvattingen over kunst en maatschappij. Knoebel probeerde die "bevrijding van de kunst" toe te passen in een serie zwartwitte lijnschilderingen (1966-1968). Daarnaast creëerde hij, beïnvloed door Kazimir Malevitsj's Zwart vierkant (1913), platte sculpturen van over elkaar gelegde platen. Voorbeelden daarvan zijn Sandwich I en II in de Pinakothek der Moderne in München.

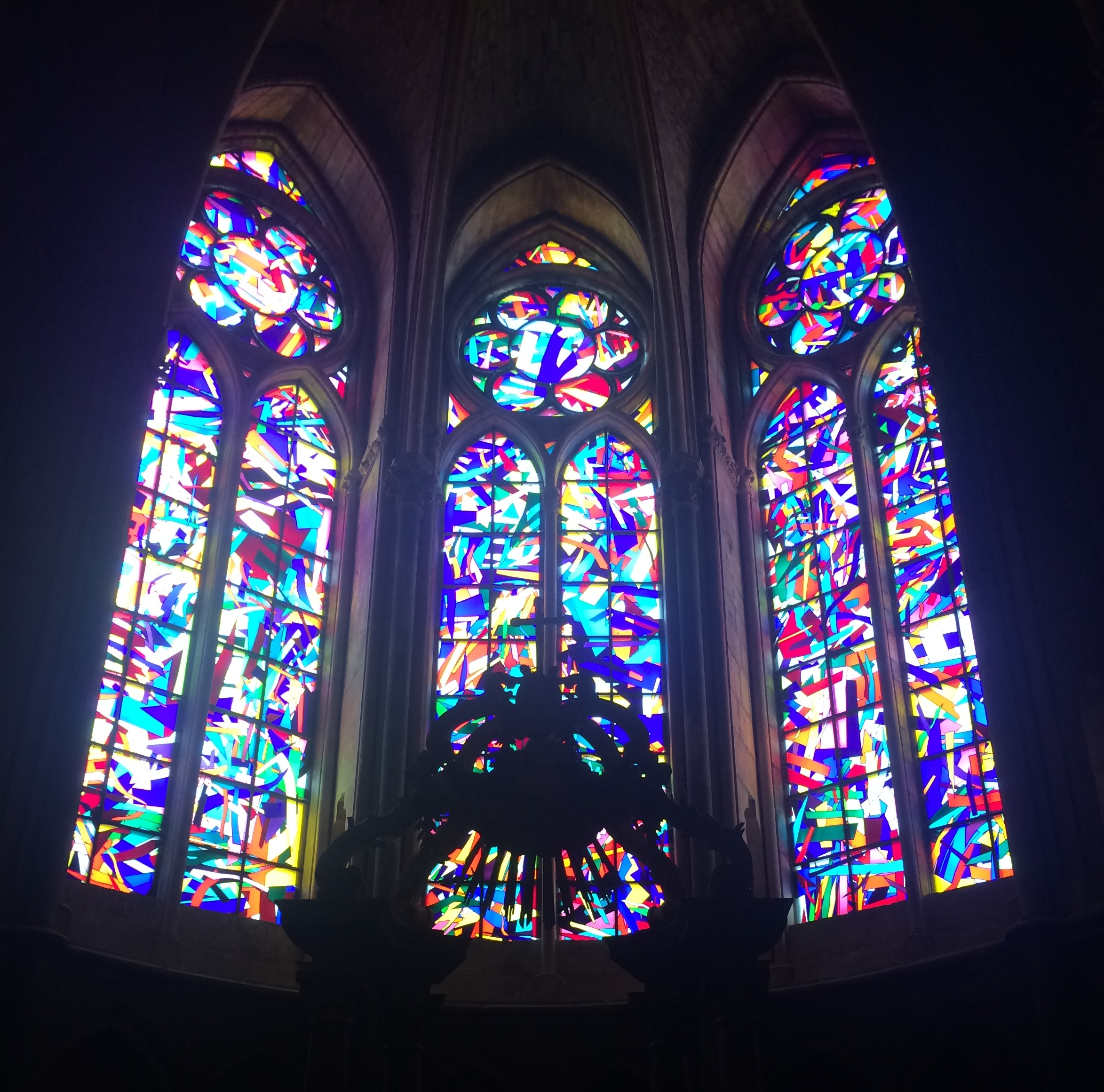
Glas-in-loodramen van Knoebel in de Kathedraal van Reims

Knoebels minimalistische benadering is te herkennen in zijn concentratie op vorm en materiaal, zoals zijn serie spieramen en zijn geometrische vormen van houtvezelplaat (kubussen, balken, rechthoeken, boog- en cirkelsegmenten). De vorm wordt benadrukt door de positionering in de ruimte: soms midden in een ruimte geplaatst, soms tegen een wand leunend of hangend. Zijn eerste installatie Raum 19 (1968) bevindt zich in het museum Dia:Beacon in de staat New York. Een tweede versie van dit werk uit 1992 bevindt zich in het Hessisches Landesmuseum Darmstadt, direct naast het zeven zalen omvattende Block Beuys van Knoebels leermeester Beuys. Een andere installatie uit 1980, Genter Raum ("Gentse ruimte") getiteld, bestaande uit 499 gelakte houtdelen, bevindt zich in de Kunstsammlung Nordrhein-Westfalen in Düsseldorf.
Vanaf 1968 deden fotografie en film hun intrede in Knoebels werk. Zo projecteerde hij met behulp van dia's lichtvlakken op muren, waarna hij de aldus getransformeerde ruimte fotografeerde. In 1970 projecteerde hij tijdens een nachtelijke autorit X-vormige lichtbundels op gebouwen. De daarbij ontstane foto- en filmserie Projektion X bevindt zich eveneens in het Hessisches Landesmuseum Darmstadt.
In 2011 vervaardigde Knoebel zes glas-in-loodramen voor de toen achthonderdjarige Kathedraal van Reims. Ze werden geplaatst in de kapellen ter weerszijden van de drie ramen van Marc Chagall. In 2015 voegde hij er nog drie ramen aan toe, die in de Jeanne-d’Arc-kapel zijn geplaatst.
Werk van Knoebel is te koop bij enkele gerenommeerde galerieën: Bärbel Grässlin in Frankfurt, Gallery Fahnemann in Berlijn, Galerie nächst St. Stephan (Rosemarie Schwarzwälder) in Wenen, Thaddaeus Ropac in Parijs, Helga de Alvear in Madrid, White Cube in Londen en Mary Boone in New York. Na een eerste aankoop in 1984, kocht Deutsche Bank in de loop der jaren meer dan duizend werken op papier van Knoebel. In 2016 werd Knoebels werk Grace Kelly (1989) bij Christie's in Londen verkocht voor £ 365.000.
Imi Knoebel is gehuwd met Carmen Knoebel en woont er werkt in Düsseldorf.

## Politiek en sociaal engagement
In 1982 nam Knoebel stelling tegen het 'oorlogsrecht' waarmee in communistisch Polen de naar meer vrijheid strevende vakbond Solidarność werd bestreden. Samen met onder anderen Georg Baselitz, Joseph Beuys, Walter Dahn, Jörg Immendorff, Gerhard Richter, Thomas Schütte en Günther Uecker organiseerde hij in Düsseldorf een openbare veiling van kunstwerken, die eerst in Museum Kunstpalast waren tentoongesteld. De opbrengst ging naar Solidarność. In 1988 richtte Knoebel het kunstproject Kinderstern op, dat zich inzet voor kinderrechten en kinderen in nood probeert te helpen.

## Eerbewijzen
- 2006: eredoctoraat van de Friedrich-Schiller-Universität Jena. Als laudator trad op Frank Stella.
- 2011: Kythera-prijs, Düsseldorf.
- 2016: officier in de Ordre des Arts et des Lettres.

## Tentoonstellingen (selectie)
- 1968: Imi & Imi, Galerie Charlottenborg, Kopenhagen (eerste solotentoonstelling)
- 1968: Imi Art etc., Galerie René Block, Berlijn
- 1972: documenta 5, Kassel ("Individuelle Mythologien: Video")
- 1972: W Knoebel – Bilder und Zeichnungen, Kunsthalle Düsseldorf
- 1977: documenta 6, Kassel
- 1980: Art in Europe after '68, Stedelijk Museum voor Actuele Kunst (SMAK), Gent
- 1982: documenta 7, Kassel
- 1982: Gegen das Kriegsrecht in Polen – für Solidarność, Kunstmuseum Düsseldorf
- 1983: Imi Knoebel, Kunstmuseum Bonn
- 1984: Von hier aus – Zwei Monate neue deutsche Kunst in Düsseldorf, Messe Düsseldorf
- 1984: Imi Knoebel, Städtisches Museum Abteiberg, Mönchengladbach
- 1985: 18° Bienal de Sao Paulo, Biënnale van São Paulo, Brazilië
- 1985: 1954–1985 – Kunst in der Bundesrepublik Deutschland, Neue Nationalgalerie, Berlijn
- 1987: documenta 8, Kassel
- 1988: Imi Knoebel, Suermondt-Ludwig-Museum, Aken
- 1988: Metropolis, Martin-Gropius-Bau, Berlijn
- 1992: Imi Knoebel, Hessisches Landesmuseum Darmstadt
- 1992: Imi Knoebel. Menningebilder 1976–1992, Deichtorhallen Hamburg
- 1996: Imi Knoebel, Works 1968–1996, Stedelijk Museum, Amsterdam
- 1996: Imi Knoebel – Retrospektive 1968–1996, Institut Valencià d’Art Modern (IVAM), Valencia
- 2004: Imi Knoebel, Hamburger Kunsthalle
- 2006: Pictor Laureatus. Imi Knoebel zu Ehren. Werke von 1966 bis 2006, Friedrich-Schiller-Universität Jena
- 2007: Imi Knoebel – Werke 1966–2006, Wilhelm Hack Museum, Ludwigshafen
- 2009: ICH NICHT und ENDUROS, Deutsche Guggenheim, Berlijn
- 2009: ZU HILFE, ZU HILFE…, Neue Nationalgalerie, Berlijn
- 2011: Imi Knoebel, Museum der bildenden Künste, Leipzig
- 2011: Imi Knoebel, Selected Works, Galerie von Bartha, Bazel
- 2012: Hirschfaktor – Die Kunst des Zitierens, Zentrum für Kunst und Medientechnologie, Karlsruhe
- 2013: Imi Knoebel. Das und Das, Galerie Thaddaeus Ropac, Salzburg
- 2013: Imi Knoebel. Selected Works, Galerie von Bartha, Bazel
- 2014: Imi Knoebel. Fenster für die Kathedrale von Reims, Kunstsammlungen Chemnitz
- 2014/2015: Imi Knoebel. Werke 1966–2014, Kunstmuseum Wolfsburg
- 2017: Imi Knoebel. Selected Works, Galerie von Bartha, Bazel
- 2020/2021: Imi Knoebel. CENTRUM, Galerie von Bartha, Bazel
- 2021/2022: Imi Knoebel. Standing Paintings, Galerie von Bartha, S-chanf
- 2024: Imi Knoebel. Först Aid, Galerie Christian Lethert, Keulen

## Openbare collecties
Werken van Imi Knoebel bevinden zich in tal van museale collecties, waaronder Gemeentemuseum Den Haag, Kunstsammlung Nordrhein-Westfalen in Düsseldorf, Hessisches Landesmuseum Darmstadt, Pinakothek der Moderne in München, Kunstmuseum St. Gallen (Zwitserland), Essl Museum Klosterneuburg in Oostenrijk, Albertina in Wenen, Malmö Konsthall (Zweden), Fonds régional d'art contemporain (FRAC) in Frankrijk, Berardo Collectie Museum in Lissabon, Museum of Modern Art in New York, Dia:Beacon in New York (staat) en National Museum of Contemporary Art Korea.